# Jin’an (Lu’an)

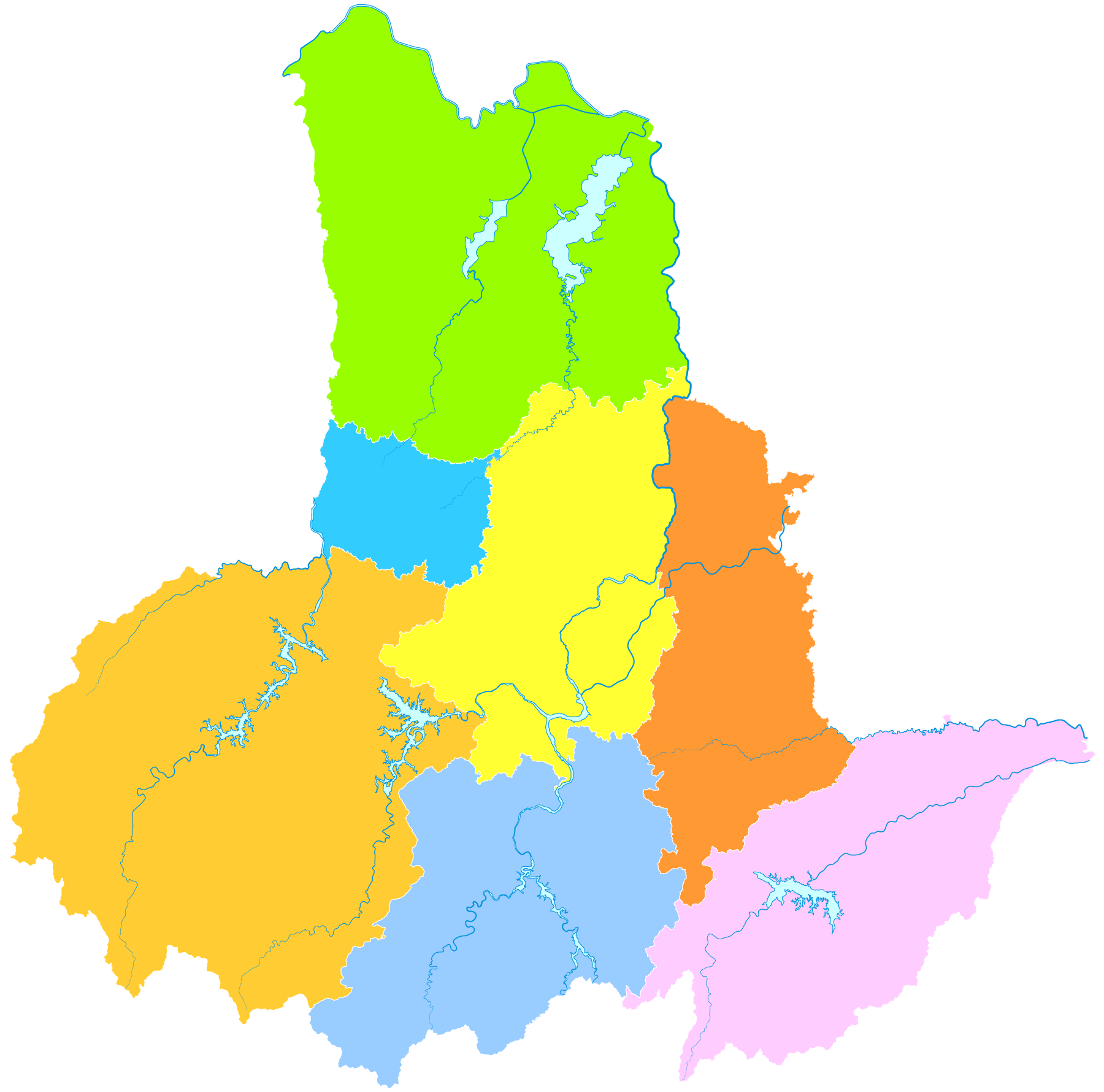
Lage des Stadtbezirks Jin'an im Gebiet der bezirksfreien Stadt Lu'an

Der Stadtbezirk Jin’an (chinesisch 金安區 / 金安区, Pinyin Jīn’ān Qū) ist ein Stadtbezirk in der chinesischen Provinz Anhui. Er gehört zum Verwaltungsgebiet der bezirksfreien Stadt Lu’an. Der Stadtbezirk hat eine Fläche von 1.655 Quadratkilometern und zählt 853.000 Einwohner (Stand: Ende 2018).
Der Stadtbezirk ist das politische, wirtschaftliche und kulturelle Zentrum von Jin’an. Im Süden des Stadtbezirks befinden sich die Wald-bedeckten Berge des Dabie Shan mit der Jianghuai-Wasserscheide zwischen Jangtse und Huai He.

## Administrative Gliederung
Auf Gemeindeebene setzt sich der Stadtbezirk aus fünf Straßenvierteln, elf Großgemeinden und sechs Gemeinden zusammen. 